# Dora Lewis
Dora Lewis (nascida em 1862, falecida em 1928), também conhecida como Mrs. Lawrence Lewis, foi uma  sufragista americana. Ela foi ativa na  Associação Nacional da Mulher Americana pelo Sufrágio (National American Woman Suffrage Association) e, mais tarde, ajudou a fundar o Partido Nacional da Mulher (National Woman's Party). Em 1913, ela se tornou membro executivo do comitê do Partido Nacional da Mulher, em 1918, ela tornou-se sua presidente de finanças, e, em 1919, ela se tornou a tesoureira nacional. Em 1920, ela foi a presidente  do comitê de ratificação do partido.
Fez parte do protesto pró-sufrágio chamado de Sentinelas Silenciosas.
Foi presa várias vezes por suas ações em apoio ao sufrágio; especificamente, ela serviu três dias na cadeia por piquetes em julho de 1917, foi presa em 10 de novembro de 1917 e condenado a 60 dias, foi presa em agosto de 1918, na reunião em Lafayette Square em honra da falecida Inez Milholland (onde foi a oradora principal) e foi sentenciada a 15 dias de prisão. Mais tarde, ela foi presa, em janeiro de 1919, durante a  manifestações 'watchfire' (que começaram quando ela pôs fogo a cópias dos discursos do Presidente Wilson  sobre a democracia) e foi sentenciada a cinco dias.
Na noite de 14 de novembro de 1917, conhecido como a "Noite de Terror", o superintendente da Occoquan Workhouse, W. H. Whittaker, ordenou a quase quarenta guardas para brutalizar as sufragistas, que incluíam Dora Lewis. Os guardas atiraram Dora Lewis em uma cela escura, esmagando sua cabeça contra uma cama de ferro, o que a fez desmaiar. Sua companheira de cela, Alice Cosu, que acreditava que Lewis tinha morrido, sofreu um ataque cardíaco. De acordo com depoimentos,  os guardas agarraram, arrastaram, bateram, abafaram, esmagaram, e chutaram muitas outras mulheres. Os jornais da epoca escreveram histórias sobre como as manifestantes estavam sendo tratadas. Dora Lewis fez uma greve de fome , enquanto presa no Occuquan.
Após a décima-nona Emenda ter sido aprovada através do Congresso, Dora Lewis passou por estados como Geórgia, Kentucky, e Delaware para encorajar o apoio para a ratificação, encontrando um sucesso limitado.
A Correspondência de Dora Kelly Lewis  é a Coleção 2137 na Sociedade Histórica da Pensilvânia.